# Чешниці-при-Заградцу
Чешниці-при-Заградцу (словен. Češnjice pri Zagradcu) — поселення в общині Іванчна Гориця, Осреднєсловенський регіон, Словенія. Висота над рівнем моря: 308,6 м.